# 約翰七世 (梅克倫堡)
約翰七世（德語：Johann VII.，1558年3月7日—1592年3月22日），梅克倫堡公爵，1576年至1592年在位。

## 家庭
1588年，約翰七世與前霍爾斯坦-戈托普公爵阿道夫的女兒索菲亞結婚，兩人共有2子1女：
1. 阿道夫·腓特烈（1588年—1658年）
2. 約翰·阿爾布雷希特（1590年—1636年）
3. 安娜·索菲亞（英语：Sophia of Holstein-Gottorp）（1591年—1648年）